# 主體朝鮮永遠的首領
主體朝鮮永遠的首領（朝鲜语：／），是朝鮮民主主義人民共和國自2016年賦予前任最高領導人金日成和金正日父子的稱號，在2016年最高人民會議通過的憲法序文中被提及，2019年的憲法修正後繼續保留。該稱號取代了1998年宪法和2012年憲法中分別賦予給金日成和金正日的「共和國永遠的主席」和「共和國國防委員會永遠的委員長」名譽稱號。

## 原文
憲法原文：
조선민주주의인민공화국과 조선인민은 위대한 김일성동지와 김정일동지를 주체조선의 영원한 수령으로 높이 모시고 조선로동당의 령도밑에 김일성동지와 김정일동지의 사상과 업적을 옹호고수하고 계승발전시켜 주체혁명위업을 끝까지 완성하여나갈것이다.
漢諺混寫：
中文翻譯：
朝鲜民主主义人民共和国和朝鲜人民将竭诚拥戴伟大领袖金日成同志和伟大领导者金正日同志为主体朝鲜永远的首领，在朝鲜劳动党的领导下维护、继承并发展伟大领袖金日成同志和伟大领导者金正日同志的思想和业绩，把主体革命事业进行到底。

## 头衔历史

### 1994年之前的朝鲜国家主席
“朝鲜民主主义人民共和国主席”一职在1972年《宪法》确立。修宪前，金日成一直是朝鲜劳动党总书记和内阁首相。
1972年，国家主席一职设立，金日成于1972年12月28日被朝鲜最高人民会议推举为国家主席。金日成终身担任此职一直到他在1994年逝世，该职位长期空缺，金正日继位后也未被选为国家主席。

### 共和国永远的主席
1998年通过的宪法修正案废除国家主席，并尊金日成为“共和国永远的主席”。
1998年9月5日修订的《朝鲜民主主义人民共和国社会主义宪法》序言如下：
朝鮮民主主義人民共和國和朝鮮人民將在朝鮮勞動黨的領導下，擁戴偉大領袖金日成同志為共和國永遠的主席，維護、繼承並發展金日成同志的思想和業績，把主體革命事業進行到底。
国家主席是朝鲜民主主义人民共和国法律上的国家元首，但其权力实际上来源于该国的意识形态——主体思想。据阿什利·泰利斯和迈克尔·威尔斯称，对序言的这一修订表明了朝鲜作为一个基于围绕金日成崇拜的神权国家的独特特征。此外，朝鲜开始使用从金日成诞辰（1912年）开始计算的主體曆。
2012年通过的宪法修正案将金日成称为“共和国永远的主席”；将金正日称为“共和国国防委员会永远的委员长”。

### 朝鲜劳动党永远的总书记及国防委员会永远的委员长
金正日死后，根据2012年通过的宪法修正案，金正日被尊为朝鲜劳动党永远的总书记及国防委员会永远的委员长。劳动党党首改称“第一书记”。
2016年修订的序言确立了“主体朝鲜永远的首领”称号，授予金日成和金正日。

## 金日成死后在朝鲜国家领导人的角色
朝鲜国家主席原先行使的权力被分配到其他职位：朝鲜内阁的内阁总理；最高人民会议的常任委员会委员长；以及作为政、军统帅的国防委员会委员长（2016年改组为国务委员会）和朝鲜人民军最高司令官。这些职位目前分别由朴泰成、崔龙海和金正恩担任。
在描述這種情況時，公關人員可以使用“死靈政治”一詞，暗示最高權力屬於死者的國家結構。